# Nakagawa Shōichi
Nakagawa Shōichi (中川 昭一 (Trung Xuyên Chiêu Nhất) Nakagawa Shōichi) (19/7/1953 – 3/10/2009) là một nhà chính trị của Đảng Dân chủ Tự do Nhật Bản (LDP), ông đã từng giữ chức Bộ trưởng Bộ Tài chính từ 24 tháng 9 năm 2008 đến 17 tháng 2 năm 2009. Ông được đánh giá là một trong những nhân vật thu hút nhất tại Nhật Bản. Ngày 4 tháng 10 năm 2009, ông được phát hiện là đã chết trong căn hộ của mình tại Tokyo. Nguyên nhân cái chết chưa được làm rõ, mặc dù không có dấu hiệu nào cho thấy ông tự tử cũng như liên quan đến các vụ mờ ám.